# Эми, Сьюзи
Сьюзи Эми (англ. Susie Amy; род. 17 апреля 1981 года в Лондоне, Англия, Великобритания) — британская (английская) актриса, модель и блогер.

## Биография, карьера
Родилась в 1981 году в Лондоне, вместе с сестрой Линн выросла в графстве Суррей. В 1999 году, вскоре после обучения драматургии в колледже, получила возможность выступить на сцене Национального лондонского театра.
Актриса стала наиболее известна благодаря роли Шардоне Лэйн-Паско в популярном британском сериале «Жёны футболистов», за которую ей была присуждена награда Клуба теле- и радиоиндустрии как новому телевизионному таланту. Известность Сьюзи Эми получила также благодаря съёмкам в мыльной опере «Coronation Street» и телесериале «Пляж воспоминаний».
В течение трёх лет встречалась с ирландским регбистом Робом Керни, в 2012 году пара рассталась. Состояла также в отношениях с телеведущим Джетином Джонсом. В настоящее время встречается с Рафаэлем Баром. У пары две дочери — Ноа Либерти Джейн Бар (род. 17 января 2019) и Рози Айрис Грейс Бар (род. 19 октября 2020).
Ведёт собственный модный блог «Blusher and Blogging».

## Награды и номинации

### Награды
- «TRIC Awards» — новый талант на телевидении[7] (2003)

## Избранная фильмография

### Фильмы
- «Мадемуазель Мушкетёр» (2003)
- «Модильяни» (2004)
- «Смертельный лабиринт» (2005)
- «Убийцы вампирш-лесбиянок» (2009)

### Телесериалы
- «Жёны футболистов» (2002—2004)
- «Coronation Street» (2007)
- «Пляж воспоминаний» (2008)
- «Смерть в раю» (2016)